# Ammoniumtetrachloroplatinat
Ammoniumtetrachloroplatinat ist eine anorganische chemische Verbindung des Platins aus der Gruppe der Ammoniumsalze.

## Eigenschaften
Ammoniumtetrachloroplatinat ist ein kristalliner, roter, geruchloser Feststoff, der löslich in Wasser ist. Mit Kreatinin formt es Komplexe die vielfältig Anwendung finden. Er besitzt eine tetragonale Kristallstruktur mit der Raumgruppe P4/mmm (Raumgruppen-Nr. 123).

## Verwendung
Ammoniumtetrachloroplatinat wird in der Photographie, als Standard für Spektralanalysen und zur Herstellung von Platin-Schwämmen und Platinkatalysatoren verwendet. In der Medizin dient es zum Nachweis einer Kontaktallergie auf Platin.